# Dalboșeț
Dalboșeț – wieś w Rumunii, w okręgu Caraș-Severin, w gminie Dalboșeț. W 2011 roku liczyła 937 mieszkańców. 